# Favia maritima
Espèce
Statut CITES
Favia maritima est une espèce de coraux appartenant à la famille des Faviidae. Selon WoRMS, cette espèce n'est pas valide et correspond à Dipsastraea maritima Nemenzo, 1971.